# ماسارو ایموتو
ماسارو ایموتو (ژاپنی: 江本勝 زادهٔ ۲۲ ژوئیه ۱۹۴۳ - درگذشته ۱۷ اکتبر ۲۰۱۴) نویسنده، تاجر و شبه‌دانشمند ژاپنی بود که به دلیل ادعاهایش در مورد بلور یخ شناخته شده‌ است.
ایموتو معتقد بود مولکول‌های آب در مقابل کلمات و افکار انسان‌ها سریعاً عکس‌العمل نشان می‌دهند. او آزمایش‌های خود را این‌گونه انجام داد: مقداری آب را در ظرفی ریخته سپس افکار مثبت یا کلمات زیبا را بر آن آب می‌خواند یا القا می‌کرد و بلافاصله آب را منجمد کرده، سپس از مولکول‌های یخ عکس می‌گیرد. همین کار را با همان آب و این بار با کلمات منفی یا افکار زشت تکرار می‌کند. او معتقد است تصویر اول شکل هندسی شش‌وجهی زیبایی دارد و تصویر دوم فاقد شکل منظم هندسی است و اصلاً زیبا نیست. او معتقد است انسان ها هم همینطور روی یکدیگر تاثیر می‌گذارند

## شکل کریستال‌های آب و نقدها
در آزمایش‌های ایموتو، آب داخل لیوان را در معرض کلمات و تصاویر و موزیک‌های مختلف قرار می‌دهند سپس آب را منجمد کرده و زیبایی‌شناسی کریستال‌های بدست آمده را با عکاسی میکروسکوپیک بررسی می‌کنند.
منتقدان کارهای ایموتو را به دلایل مختلفی مورد نقد قرار داده‌اند. نبود کنترل‌های آزمایشی کافی، اینکه ایموتو جزئیات نتایج خود را به اندازهٔ کافی در اختیار جوامع علمی قرار نمی‌دهد، و همچنین آزمایش‌ها به‌گونه‌ای انجام می‌شوند که احتمال خطای انسانی را بالا می‌برند؛ خطای انسانی که می‌تواند نتایج او را تحت تأثیر قرار دهند.
در همه‌ی کارهای گروه ایموتو، خلاقیت عکاسان نکته‌ای است که از کیفیت آزمایش برجسته‌تر است. ایموتو اعلام کرده است که دانشمند نیست و از عکاسان خواسته شده که زیباترین عکسی که می‌توانند را بگیرند.
در سال ۲۰۰۳ جیمز رندی به‌طور عمومی اعلام کرد که حاضر است یک میلیون دلار به ایموتو جایزه بدهد، اگر آزمایش‌های او بتواند دوباره نتایج را در یک مطالعهٔ آزمایش کور بازتولید کند.